# ألماتي
أَلْمَاطَة (بالقزاقية: ) أكبر مدينة في قزاقستان، وقد كانت العاصمة القديمة وهي اليوم من أهم مدن قزاقستان التجارية والاقتصادية والمالية. وتقع المدينة في منطقة جبلية في جنوب قزاقستان، بالقرب من الحدود مع قرغيزستان.
يفصل بين ألماطة وبين الأراضي الصينية جبال شو-ايلي التي تحوي وادي تامغالي وهو من مواقع التراث العالمي. أنشأ نور سلطان نزاربييف " أستانة بعد استقلال قزاقستان لتصبح عاصمة البلاد منذ عام 1998، بدلاً من مدينة ألما أتا الحدودية.

## الاسم
المشهور عند الناس أن لفظ ألماطة (بالقزاقية: الماتى) مكون من «الما» بزيادة اللاحق «تى» بمعنى «ذات التفاح». والصحيح أن الاسم ناشئ عن «الما طاغ» ومعناه بالتركية القديمة «جبل التفاح» وهي بالقزاقية الحديثة «الما تاۋ» وهو اسم قرية مندثرة غير بعيدة عن المدينة.

## الجغرافيا والمناخ

### المناخ
المناخ في ألماطة هو المناخ القاري الرطب مع فصل الصيف الحار جدا والشتاء البارد. ويتميز هذا تأثير تداول الجبلية الوادي، الذي هو واضح لا سيما في الجزء الشمالي من المدينة يقع مباشرة في المنطقة الانتقالية من سفوح الجبال إلى السهول.
متوسط السنوي لحرارة الهواء أبرد شهر هو يناير، وهو الشهر الأكثر دفئا (يوليو). في متوسط عدد سنوات تبدأ الصقيع على حوالي 14 أكتوبر وتنتهي في حوالي 18 أبريل، مع البرد القارس المستمر من حوالي 19 ديسمبر إلى حوالي 23 فبراير فترة حوالي 67 يوما. الطقس مع درجة الحرارة فوق 30 درجة مئوية هو متوسط لمدة 36 يوما في السنة. في وسط ألماطة، مثل أي مدينة كبيرة، هناك «جزيرة الحرارة» - على النقيض متوسط درجة الحرارة اليومية بين الضواحي الشمالية والجنوبية من المدينة أبرد في سخونة خمسة أيام. ولذلك، والصقيع في وسط المدينة يبدأ في وقت لاحق حوالي 7 أيام وينتهي في وقت سابق 3 أيام من في الضواحي الشمالية. هطول الأمطار السنوي حوالي 650-700 ملم (25,6 حتي 27,6 في). أبريل ومايو هي أشهر بللا، خلالها يتم استلام حوالي ثلث السنوي لهطول الأمطار في المدينة. متوسط تاريخ تشكيل الثلوج مستقر هو 30 أكتوبر، على الرغم من مظهره يختلف في الفترة من 5 أكتوبر وحتى 21 نوفمبر. متوسط تاريخ ذوبان الثلوج هو في 2 أبريل (بدءا من 26 فبراير - 12 مايو). المدينة وضواحيها لديهم الضباب لمدة 50-70 يوما سنويا.
ليس من غير المألوف للثلج والبرد القارس ليصل ألماطة في وقت متأخر من نهاية مايو. على سبيل المثال في ربع القرن الماضي، وسجلت هذه تساقط الثلوج يوم 13 مايو عام 1985، 1 مايو 1989، 5 مايو 1993 و 18 مايو 1998 م. كان آخرها تساقط الثلوج سجل في ألماطة في 17 حزيران 1987.
ألماطة تواجه أحيانا المطر في فصل الشتاء، على الرغم من درجات الحرارة المنخفضة وتساقط الثلوج الغزيرة السابقة. استغرق المطر شتاء مخيلتي مكان في 16 ديسمبر 1996 خلال عرض عسكري للاحتفال بالذكرى 5 لاستقلال الجمهورية.
GM محطة ألما أتا الطقس في معظمها يسجل الرياح جنوبية شرقية (30٪)، ويزيد من مقاومته خلال فصل الصيف (37٪) ويقع في فصل الشتاء (19٪). سرعة الرياح تتجاوز 15 م / ث على حوالي 15 يوما في السنة، في المتوسط.
| البيانات المناخية لـألماتي (1991–2020، درجات الحرارة القصوى من 1879 حتى الآن) | البيانات المناخية لـألماتي (1991–2020، درجات الحرارة القصوى من 1879 حتى الآن) | البيانات المناخية لـألماتي (1991–2020، درجات الحرارة القصوى من 1879 حتى الآن) | البيانات المناخية لـألماتي (1991–2020، درجات الحرارة القصوى من 1879 حتى الآن) | البيانات المناخية لـألماتي (1991–2020، درجات الحرارة القصوى من 1879 حتى الآن) | البيانات المناخية لـألماتي (1991–2020، درجات الحرارة القصوى من 1879 حتى الآن) | البيانات المناخية لـألماتي (1991–2020، درجات الحرارة القصوى من 1879 حتى الآن) | البيانات المناخية لـألماتي (1991–2020، درجات الحرارة القصوى من 1879 حتى الآن) | البيانات المناخية لـألماتي (1991–2020، درجات الحرارة القصوى من 1879 حتى الآن) | البيانات المناخية لـألماتي (1991–2020، درجات الحرارة القصوى من 1879 حتى الآن) | البيانات المناخية لـألماتي (1991–2020، درجات الحرارة القصوى من 1879 حتى الآن) | البيانات المناخية لـألماتي (1991–2020، درجات الحرارة القصوى من 1879 حتى الآن) | البيانات المناخية لـألماتي (1991–2020، درجات الحرارة القصوى من 1879 حتى الآن) | البيانات المناخية لـألماتي (1991–2020، درجات الحرارة القصوى من 1879 حتى الآن) |
| الشهر                                                                         | يناير                                                                         | فبراير                                                                        | مارس                                                                          | أبريل                                                                         | مايو                                                                          | يونيو                                                                         | يوليو                                                                         | أغسطس                                                                         | سبتمبر                                                                        | أكتوبر                                                                        | نوفمبر                                                                        | ديسمبر                                                                        | المعدل السنوي                                                                 |
| ----------------------------------------------------------------------------- | ----------------------------------------------------------------------------- | ----------------------------------------------------------------------------- | ----------------------------------------------------------------------------- | ----------------------------------------------------------------------------- | ----------------------------------------------------------------------------- | ----------------------------------------------------------------------------- | ----------------------------------------------------------------------------- | ----------------------------------------------------------------------------- | ----------------------------------------------------------------------------- | ----------------------------------------------------------------------------- | ----------------------------------------------------------------------------- | ----------------------------------------------------------------------------- | ----------------------------------------------------------------------------- |
| الدرجة القصوى °م (°ف)                                                         | 16.8 (62.2)                                                                   | 21.9 (71.4)                                                                   | 29.8 (85.6)                                                                   | 33.2 (91.8)                                                                   | 35.8 (96.4)                                                                   | 39.3 (102.7)                                                                  | 41.7 (107.1)                                                                  | 40.5 (104.9)                                                                  | 38.1 (100.6)                                                                  | 31.4 (88.5)                                                                   | 26.5 (79.7)                                                                   | 19.2 (66.6)                                                                   | 41.7 (107.1)                                                                  |
| متوسط درجة الحرارة الكبرى °م (°ف)                                             | 0.5 (32.9)                                                                    | 2.7 (36.9)                                                                    | 9.9 (49.8)                                                                    | 17.8 (64.0)                                                                   | 22.9 (73.2)                                                                   | 27.9 (82.2)                                                                   | 30.5 (86.9)                                                                   | 29.7 (85.5)                                                                   | 24.5 (76.1)                                                                   | 16.9 (62.4)                                                                   | 8.1 (46.6)                                                                    | 2.0 (35.6)                                                                    | 16.1 (61.0)                                                                   |
| المتوسط اليومي °م (°ف)                                                        | −4.6 (23.7)                                                                   | −2.4 (27.7)                                                                   | 4.5 (40.1)                                                                    | 12.1 (53.8)                                                                   | 17.1 (62.8)                                                                   | 22.1 (71.8)                                                                   | 24.4 (75.9)                                                                   | 23.3 (73.9)                                                                   | 18.0 (64.4)                                                                   | 10.6 (51.1)                                                                   | 2.9 (37.2)                                                                    | −2.7 (27.1)                                                                   | 10.4 (50.7)                                                                   |
| متوسط درجة الحرارة الصغرى °م (°ف)                                             | −8.1 (17.4)                                                                   | −6.2 (20.8)                                                                   | −0.2 (31.6)                                                                   | 6.8 (44.2)                                                                    | 11.5 (52.7)                                                                   | 16.4 (61.5)                                                                   | 18.6 (65.5)                                                                   | 17.3 (63.1)                                                                   | 12.0 (53.6)                                                                   | 5.3 (41.5)                                                                    | −1.0 (30.2)                                                                   | −6.1 (21.0)                                                                   | 5.5 (41.9)                                                                    |
| أدنى درجة حرارة °م (°ف)                                                       | −30.1 (−22.2)                                                                 | −37.7 (−35.9)                                                                 | −24.8 (−12.6)                                                                 | −10.9 (12.4)                                                                  | −7.0 (19.4)                                                                   | 2.0 (35.6)                                                                    | 7.3 (45.1)                                                                    | 4.7 (40.5)                                                                    | −3.0 (26.6)                                                                   | −11.9 (10.6)                                                                  | −34.1 (−29.4)                                                                 | −31.8 (−25.2)                                                                 | −37.7 (−35.9)                                                                 |
| الهطول مم (إنش)                                                               | 35 (1.4)                                                                      | 43 (1.7)                                                                      | 72 (2.8)                                                                      | 112 (4.4)                                                                     | 99 (3.9)                                                                      | 59 (2.3)                                                                      | 43 (1.7)                                                                      | 34 (1.3)                                                                      | 28 (1.1)                                                                      | 50 (2.0)                                                                      | 55 (2.2)                                                                      | 44 (1.7)                                                                      | 674 (26.5)                                                                    |
| متوسط الأيام الممطرة                                                          | 4                                                                             | 5                                                                             | 11                                                                            | 14                                                                            | 15                                                                            | 15                                                                            | 15                                                                            | 10                                                                            | 9                                                                             | 10                                                                            | 8                                                                             | 6                                                                             | 122                                                                           |
| متوسط الأيام المثلجة                                                          | 11                                                                            | 13                                                                            | 8                                                                             | 2                                                                             | 0.2                                                                           | 0                                                                             | 0                                                                             | 0                                                                             | 0.1                                                                           | 2                                                                             | 6                                                                             | 11                                                                            | 53                                                                            |
| متوسط الرطوبة النسبية (%)                                                     | 77                                                                            | 79                                                                            | 71                                                                            | 59                                                                            | 56                                                                            | 49                                                                            | 46                                                                            | 45                                                                            | 49                                                                            | 64                                                                            | 74                                                                            | 79                                                                            | 62                                                                            |
| ساعات سطوع الشمس الشهرية                                                      | 112.0                                                                         | 119.0                                                                         | 163.0                                                                         | 187.8                                                                         | 235.3                                                                         | 260.0                                                                         | 280.3                                                                         | 277.7                                                                         | 243.6                                                                         | 188.9                                                                         | 116.6                                                                         | 94.0                                                                          | 2٬278٫2                                                                       |
| المصدر #1: Pogoda.ru                                                          |                                                                               |                                                                               |                                                                               |                                                                               |                                                                               |                                                                               |                                                                               |                                                                               |                                                                               |                                                                               |                                                                               |                                                                               |                                                                               |
| المصدر #2: NOAA                                                               |                                                                               |                                                                               |                                                                               |                                                                               |                                                                               |                                                                               |                                                                               |                                                                               |                                                                               |                                                                               |                                                                               |                                                                               |                                                                               |

## الاقتصاد
ألماطة يولد ما يقرب من 20 في المائة من الناتج المحلي الإجمالي في قزاقستان (أو 36 مليار دولار في عام 2010)؛ ألماطة هو مركز مالي رئيسي في آسيا الوسطى، ويعتبر أن تكون مدينة غاما العالمية
واحدة من أكبر الصناعات في ألماطة هو التمويل، والصادرات المالية جعله مساهم كبير للتوازن قزاقستان المدفوعات. ألماطة تعد موطنا ل بنك BTA ، وهو أكبر بنك في آسيا الوسطى، بنك كاز كوم والبنوك الكبرى الأخرى. في قزاقستان البورصة ويستند في ألماطة.
ألماطة يتطور أيضا كمركز مالي إقليمي ومركز لرجال الأعمال - RFCA. .
حاليا تحت الإنشاء هو "الحي المالي ألماطة وقد تم تصميم هذا بواسطة TJ Gottesdiener ، الذي صمم 7 مركز التجارة العالمي في مدينة نيويورك، مركز تايم وارنر في مدينة نيويورك وطوكيو وسط المدينة. هدفها هو الدعاية لتصبح أكبر مركز لرجال الأعمال في آسيا الوسطى.برج Esentai، مبنى الطابق 37 في الحديقة، هو أطول مبنى متعدد الاستخدامات في قزاقستان والنزل مكاتب شركات مثل ارنست ويونغ، HSBC وكريدي سويس. وسيكون أول فندق ريتز كارلتون في قزاقستان فتح بحلول نهاية عام 2013 في برج Esentai. [ 15 ]
جنبا إلى جنب مع الخدمات المهنية، وتتركز الشركات الإعلامية في ألماطة كذلك. وقد تم صناعة توزيع وسائل الاعلام منذ عام 2006 نموا سريعا. وتستند الكبرى البث قنوات KTK وNTK في ألماطة، وكذلك العديد من الصحف الوطنية.
وهناك خطط لبناء أوروبا الغربية غرب الصين الطريق السريع، ويمر من خلال ألماطة. مطار جديد في ألماطة تتوقع للتعامل مع نحو 45 مليون طن من البضائع سنويا.
الهواء أستانة يقع مقرها الرئيسي في مركز أستانة الجوية 1 في ألماطة. قبل حله، والهواء قزاقستان وقزاقستان الخطوط الجوية ومقرها أيضا في ألماطة.